# Maurice Rouvier
Maurice Rouvier, född 17 april 1842 i Aix-en-Provence, död 7 juni 1911 i Neuilly-sur-Seine, var en fransk statsman.

## Biografi
Efter avslutade juridiska studier blev Rouvier advokat i Marseille, där han inom kort med kraft deltog i det politiska livet som motståndare till kejsardömet. Han understödde ivrigt Léon Gambettas kandidatur vid valen till lagstiftande kåren 1867 och uppsatte 1870 den antikejserliga tidningen L'égalité, där han med talang och glöd förfäktade demokratin. Efter kejsarens fall den 4 september samma år blev han generalsekreterare i departementet Bouches-du-Rhône, invaldes 1871 i nationalförsamlingen vid ett ersättningsval och slöt sig genast till yttersta vänstern. Han gjorde sig snart bemärkt för sina grundliga insikter i statsfinansiella och handelspolitiska frågor samt för sitt energiska försvar för tillvaratagandet av Frankrikes intressen i Orienten. År 1876 valdes Rouvier till deputerad i Marseille samt blev samma år deputeradekammarens sekreterare och på grund av en komplott anklagad för sedlighetsbrott, en affär som vissa tidningar och monarkisterna förstod att göra en fullkomlig riksskandal av. Skandalen nedtystades endast delvis genom det friande utslag den på Rouviers egen begäran tillsatta undersökningskommissionen avgav i saken.
Rouvier hörde till de skarpaste motståndarna till "16 maj" och Albert de Broglies ministär 1877, var flera gånger president eller generalrapportör i budgetkommissionen och erhöll i kammaren ett obetingat erkännande som auktoritet i ekonomiska frågor. Han var redan tidigt anhängare av införandet av en inkomstskatt, men mot kapitalskatt samt av skilsmässa mellan kyrkan och staten. I Gambettas "stora ministär" (14 november 1881-26 januari 1882) var Rouvier handels- och kolonialminister och likaledes från oktober 1884 i Jules Ferrys andra ministär till dess avgång 30 mars 1885. Samma år blev Rouvier omvald till deputerad i Alpes-Maritimes, och 1886 blev han en av underhandlarna med Italien angående ny handelstraktat.
Den 30 maj 1887 bildade han efter René Goblet sin första ministär och övertog själv finansministerposten. Han avlägsnade nu trots radikalernas motstånd den för republikens bestånd allt farligare Georges Boulanger från krigsministerposten, sökte föra en verklig försoningspolitik och tvang genom sin avgång den 11 december 1887 presidenten Jules Grévy att nedlägga ämbetet på grund av Wilsonaffären, då han inte kunde få någon ny ministär. Rouvier återinträdde i regeringen som finansminister den 23 februari 1889 i Pierre Tirards andra ministär, kvarstod efter dennes avgång i samma funktion i efterträdaren Charles de Freycinets fjärde ministär och i de därpå följande ministärerna Émile Loubet och Alexandre Ribot till den 12 december 1892.
Under denna sin för en fransk finansminister exceptionellt långa ämbetsperiod hann Rouvier lägga i dagen sin utomordentliga smidighet, sin förmåga att utan att anlita lånevägen finna nya utvägar för att täcka de växande anslagskraven och att ge budgeten en dittills saknad stabilitet. Hans energiska ansträngningar åstadkom en avsevärd höjning av de franska statspapperens värde och större förtroende till statens finansiella förvaltning såväl i som utom parlamentet. Hans avgång hängde nära tillsammans med Panamaaffären, framför allt med hans förbindelser med Jacques de Reinach och Cornelius Herz, och föranledde en rekonstruering av ministären Ribot. Själv anklagad för att ha mottagit pengar av Panamamännen, erkände han under dramatiska omständigheter att han i och för valagitationen mot Boulanger supplerat statens otillräckliga hemliga fonder med enskildas penningbidrag, försvarade sig med utomordentlig bravur och gick för egen del fläckfri ur "affären", trots de skarpa angrepp, som i synnerhet Godefroy Cavaignac riktade mot honom.
1893 omvaldes han åter till deputerad, blev 1894 president i budgetkommissionen och i juni 1902 finansminister i Émile Combes ministär. I januari 1905 efterträdde han denne som konseljpresident och behöll till en början finansministerportföljen. Han arbetade särskilt för lag om inkomstskatt, men förmåddes av den spänning första Marockokrisen föranledde att låta utrikesministern Théophile Delcassé avgå och själv överta den just då vanskliga posten. Han lyckades åstadkomma en uppgörelse med Tyskland och vann kamrarnas bifall till denna, men måste i mars 1906 lämna makten åt Ferdinand Sarrien.
Rouvier var sedan 1903 senator för Alpes-Maritimes. Hans första hustru, Noemie Rouvier, född Cadiot, född 1832, död 1888, gjorde sig under signaturen Claude Vignon känd som författare och skulptör.